# Richmond WCT 1982 - Doppio
Il doppio del torneo di tennis Richmond WCT 1982, facente parte della categoria World Championship Tennis, ha avuto come vincitori Mark Edmondson e Kim Warwick che hanno battuto in finale Syd Ball e Rolf Gehring con il punteggio di 6–4, 6–2.

## Teste di serie
1. Mark Edmondson /  Kim Warwick (Campioni)

1. Ilie Năstase /  John Sadri (primo turno)

## Tabellone

### Legenda
| - Q = Qualificato - WC = Wild card - LL = Lucky loser | - ALT = Alternate - SE = Special Exempt - PR = Protected Ranking | - w/o = Walkover - r = Ritirato - d = Squalificato |

|  | Quarti di finale                 | Quarti di finale                 | Quarti di finale              | Quarti di finale              | Quarti di finale |  |  | Semifinali                 | Semifinali                 | Semifinali                 | Semifinali            | Semifinali            |   |   | Finale                     | Finale                     | Finale                     | Finale | Finale |  |
|  |                                  |                                  |                               |                               |                  |  |  |                            |                            |                            |                       |                       |   |   |                            |                            |                            |        |        |  |
|  | 1                                | Mark Edmondson Kim Warwick       | Mark Edmondson Kim Warwick    | Mark Edmondson Kim Warwick    | w/o              |  |  |                            |                            |                            |                       |                       |   |   |                            |                            |                            |        |        |  |
|  |                                  | Vijay Amritraj Fritz Buehning    | Vijay Amritraj Fritz Buehning | Vijay Amritraj Fritz Buehning |                  |  |  | Mark Edmondson Kim Warwick | Mark Edmondson Kim Warwick | Mark Edmondson Kim Warwick | 6                     | 7                     |   |   |                            |                            |                            |        |        |  |
|  | Wojciech Fibak Tomáš Šmíd        | Wojciech Fibak Tomáš Šmíd        | Wojciech Fibak Tomáš Šmíd     | 6                             | 6                |  |  | Wojciech Fibak Tomáš Šmíd  | Wojciech Fibak Tomáš Šmíd  | Wojciech Fibak Tomáš Šmíd  | 2                     | 5                     |   |   |                            |                            |                            |        |        |  |
|  | Tom Cain Mark Vines              | Tom Cain Mark Vines              | Tom Cain Mark Vines           | 4                             | 4                |  |  |                            |                            |                            |                       |                       |   |   | Mark Edmondson Kim Warwick | Mark Edmondson Kim Warwick | Mark Edmondson Kim Warwick | 6      | 6      |  |
|  | Junie Chatman Jim Gurfein        | Junie Chatman Jim Gurfein        | 4                             | 7                             | 7                |  |  |                            |                            | Syd Ball Rolf Gehring      | Syd Ball Rolf Gehring | Syd Ball Rolf Gehring | 4 | 2 |                            |                            |                            |        |        |  |
|  | Jose-Luis Damiani Carlos Kirmayr | Jose-Luis Damiani Carlos Kirmayr | 6                             | 5                             | 6                |  |  | Junie Chatman Jim Gurfein  | Junie Chatman Jim Gurfein  | 3                          | 7                     | 3                     |   |   |                            |                            |                            |        |        |  |
|  |                                  | Syd Ball Rolf Gehring            | 6                             | 6                             | 6                |  |  | Syd Ball Rolf Gehring      | Syd Ball Rolf Gehring      | 6                          | 6                     | 6                     |   |   |                            |                            |                            |        |        |  |
|  | 2                                | Ilie Năstase John Sadri          | 7                             | 3                             | 4                |  |  |                            |                            |                            |                       |                       |   |   |                            |                            |                            |        |        |  |